# 펜슬빌딩

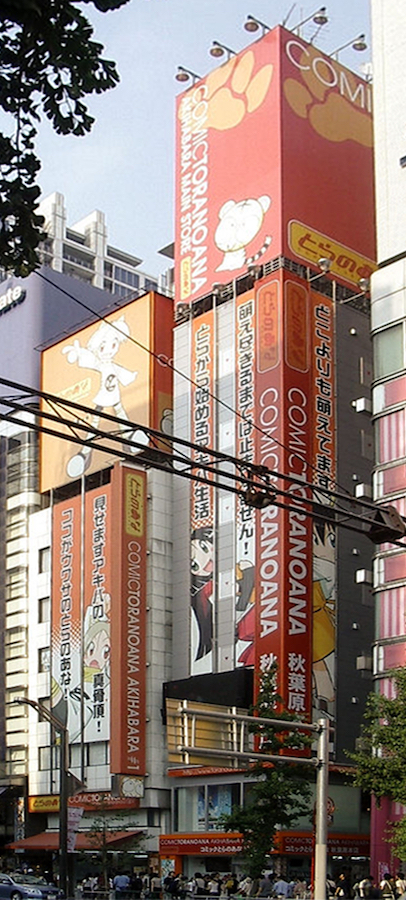
아키하바라의 펜슬 빌딩

펜슬빌딩(pencel building)는 가늘고 긴 건물을 뜻하는데, 펜슬빌딩은 연필과 비슷하다고 해서 붙여진 이름이다. 일본의 대도시에서 많이 볼 수 있는데, 좁은 토지를 이용하기엔 효율적이지만, 피난로가 좁은 등 문제가 있다.